# Petrovice (Praha)
Petrovice (německy Petrowitz) je městská čtvrť a katastrální území hlavního města Prahy, které je totožné s územím městské části Praha–Petrovice. Vesnice Petrovice je doložená od 14. století, samostatnou obcí se stala roku 1920, k Praze byly Petrovice se zachováním vlastního místního národního výboru připojeny roku 1968 a od té doby jsou součástí obvodu Praha 10.
Praha-Petrovice je od 24. listopadu 1990 městská část, která vznikla transformací působnosti předchozího místního národního výboru. Územím městské části je katastrální území Petrovice. Rozšířenou působnost státní správy pro tuto městskou část vykonává městská část Praha 15.
Petrovice se rozkládají v jihovýchodním cípu hlavního města Prahy mezi Jižním Městem, Horními Měcholupy a Uhříněvsí, jádro původní vesnice leží na úbočí údolí Botiče. Rozlohou jsou nejmenší pražskou městskou částí, na ploše 1,79 km2 zde však žije zhruba 6 tisíc obyvatel. Z nich většina žije v sídlištní zástavbě, která vznikla na přelomu 80. a 90. let 20. století a tvoří jednotný komplex se sídlištěm Horní Měcholupy. Staré Petrovice se rozrůstají zejména na západ vilovou výstavbou.

## Historie

### Nejstarší historie

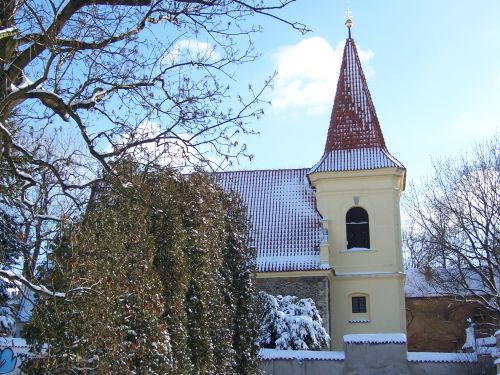
Kostel sv. Jakuba Staršího

Vesnice, v níž existoval feudální statek a farní kostel, vznikla někdy před dobou vlády Karla IV., ze kdy pocházejí první dochované zmínky. Mohlo se tak stát již v 11. století, kdy jsou v okolí Petrovic bezpečně doložena slovanská sídliště (například v Hostivaři, Záběhlicích nebo Dubči), ale také – a to je pravděpodobnější – až o dvě století později, kdy byly dosídlovány prázdné oblasti v okolí Prahy. To by vysvětlovalo, proč o Petrovicích neexistují starší písemné zmínky, a nasvědčoval by tomu i fakt, že původní budova zdejšího kostela, jak prokázal stavební průzkum, vznikla ve druhé polovině 13. století.
Nejstarší zmínka, kterou se dosud o ní podařilo vypátrat, se nachází v Registru papežských desátků, kde jsou uvedeny farní vesnice, jež tento poplatek odvedly. Dokument sice není datován, ale historici soudí, že by se mohlo jednat o rok 1352.
Druhá zpráva je zanesena v tzv. Konfirmačních knihách, do nichž se zaznamenávaly změny v obsazení církevních úřadů. Ke dni 5. února 1355 zde bylo zapsáno, že „duchovní Volfard byl potvrzen na faru v Petrovicích, uprázdněnou smrtí faráře Matyáše, za přítomnosti Mikuláše Klementera, měšťana Většího Města pražského.“ Z tohoto stručného sdělení vyplývá, že Petrovice byly farní obcí a jejich vrchností s právem jmenovat faráře pražský měšťan Mikuláš Klementer, nejstarší známý majitel zdejšího malého panství. Klementerové drželi Petrovice do roku 1399, od počátku 15. století se v držení panství vystřídala řada rodin, mnohdy bylo v poručenské správě nebo jako věno přecházelo na další majitele.

### Kostel

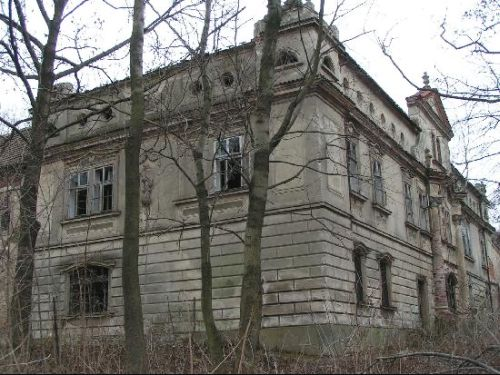
Petrovický zámek v roce 2005

Kostel sv. Jakuba Staršího je bezesporu nejstarší dochovanou stavební památkou v Petrovicích. Jedná se o velmi jednoduchou raně gotickou stavbu, na níž jsou patrné ještě některé prvky románského stavitelství. Původní stavba podle stavebního průzkumu pochází ze druhé poloviny 13. století.
Klementerové nechali ve vrchnostenském dvoře, nacházejícím se v těsné blízkosti kostelíku, vybudovat tvrz. V písemných pramenech se připomíná až roku 1489, ale stavebně historický průzkum svědčí o starším původu.

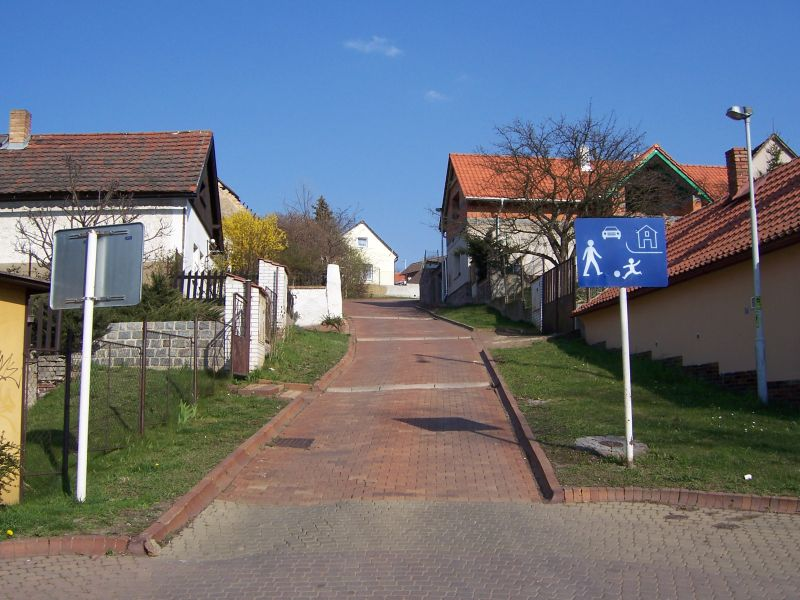
Einsteinova ulice je jedna z nejstarších a také nejstrmějších petrovických ulic

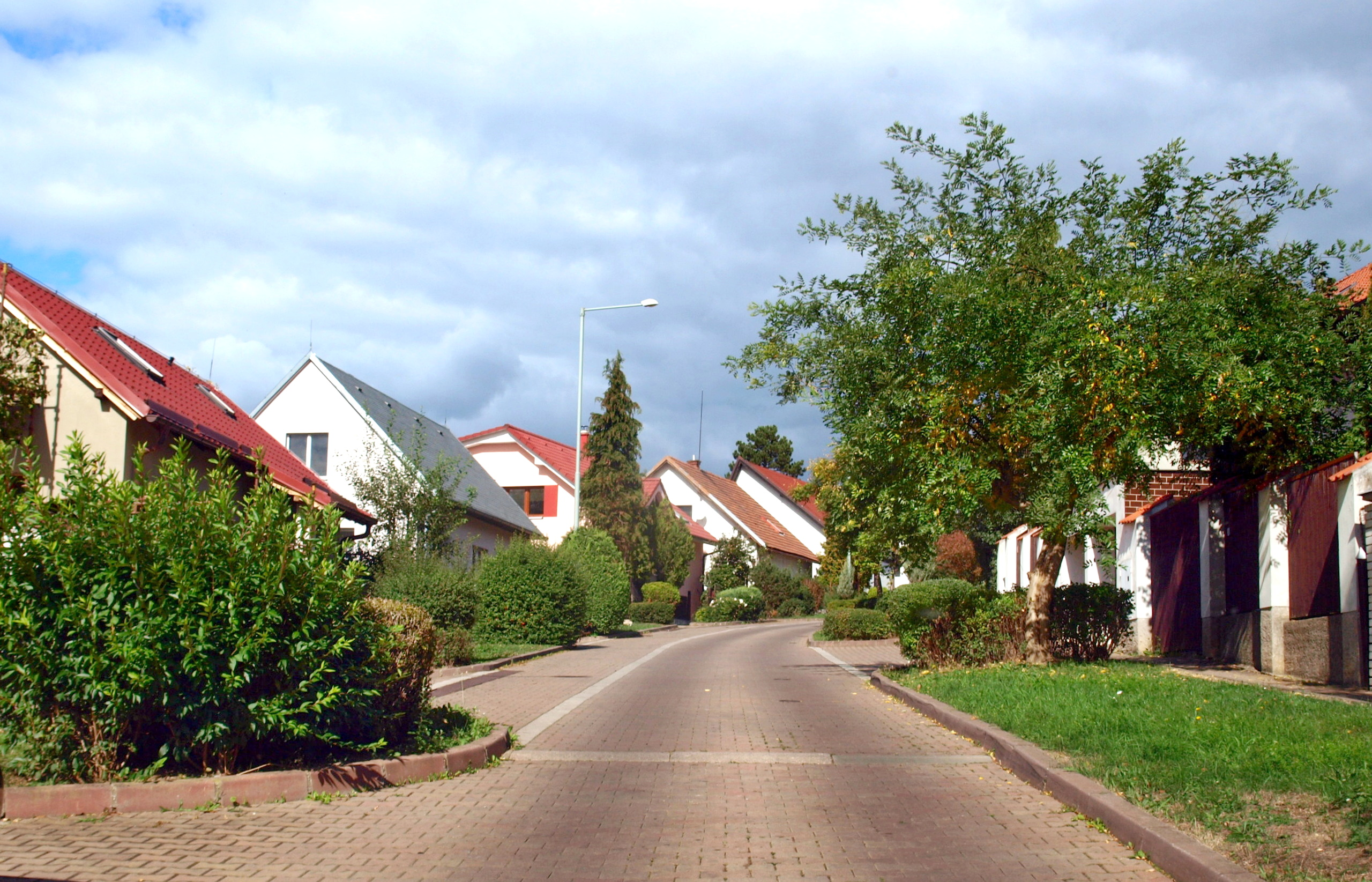
Edisonova ulice s vilovou zástavbou

Počátkem 15. století nechal tehdejší majitel Petrovic Johánek Kbelský provést malířskou výzdobu interiéru kostela a ve druhé polovině 15. století byl původní vchod ve tvaru lomeného oblouku opatřen umělecky zdobeným portálem v pozdně gotickém slohu. Na nejvzácnější z maleb, výjevu Panna Marie Ochranitelka se světci a donátory, umístěném na jižní stěně kostela, byl vyobrazen také sám donátor a jeho rodina. Johánek Kbelský klečí u nohou Panny Marie se svojí manželkou Annou, rozenou Klementerovou, která mu Petrovice přinesla věnem, méně znatelné postavičky mezi nimi jsou jejich děti Kateřina a Janek. K postavě ženy byl umístěn štít s erbem Klementerů, dnes již téměř neznatelný. Erbovní znamení tohoto významného patricijského rodu ze Starého Města pražského, jehož příslušníci jsou nejstaršími doloženými vlastníky Petrovic, se stalo podkladem pro návrh znaku městské části Praha-Petrovice.

### Tvrz, zámek a statek

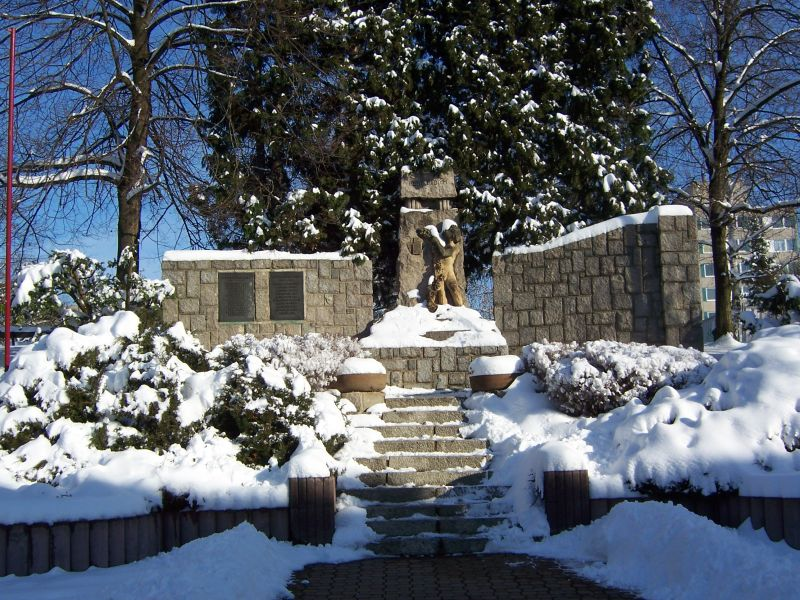
Památník padlým v Edisonově ulici

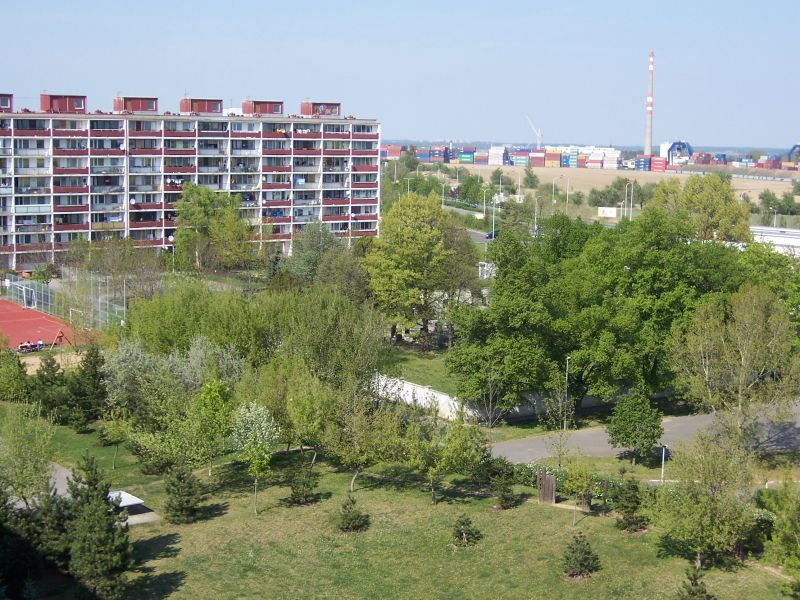
Starý hřbitov ve vnitrobloku nových domů

Šťastné období nastalo pro Petrovice počátkem 18. století, kdy je koupil František Paceli z Adlersheimu. Nový majitel nechal roku 1716 vystavět na místě původní středověké tvrze barokní zámeček. Poměrně jednoduchá jednopatrová stavba obdélníkového půdorysu stála v sousedství hospodářských budov a byla většinou obývána správcem statku, nikoliv jeho majitelem.
Pravděpodobně v souvislosti se stavbou zámku byl ve druhé čtvrtině 18. století, a to buď ještě za Paceliho života, nebo po roce 1734, kdy se držení Petrovic ujal hrabě Jan Jindřich z Bissingenu, barokně rekonstruován a rozšířen o sakristii a hranolovou věž s cibulovou bání zřejmě již chátrající kostelík sv. Jakuba. Ve věži byla roku 1776 zřízena zvonice. Starší vchod v jižní stěně byl zazděn, nový vchod byl vystavěn pod novou věží. Malý kostelní hřbitov byl nejpozději v této době obehnán zdí, a na ní instalovány čtyři kamenné sochy světců.
Ke druhé zásadní přestavbě kostela sv. Jakuba došlo v roce 1910. Byla provedena péčí hraběcího páru Arnošta Emanuela Silva-Taroucy a jeho choti Marie Antonie Gabriely roz. Nosticové-Rieneck, která přikoupila k rozsáhlejšímu průhonickému panství ještě petrovický stateček. Záměrem této rekonstrukce bylo dát kostelu opět gotickou podobu, již symbolizuje především štíhlý čtyřboký jehlan, který nahradil cibulovitou báň zakončující kostelní věž.
Zbytkový velkostatek s půdou o rozloze přibližně 100 ha a celým komplexem hospodářských budov včetně zámku byl prodán roku 1925 bývalému hospodářskému správci Petrovic Romanu Danerovi. V letech 1927–1929 nechal jeho bratr Zdeněk Daner, majitel občanské záložny ve Vršovicích, zámek opravit. Roku 1942, během druhé světové války byl statek Romanu Danerovi zabaven pro účely gestapa, v prvních mírových týdnech se sem však Daner vrátil.
Část pozemků náležejících k petrovickému statku byla po roce 1946 rozprodána, na další půdě vznikl státní statek, do jehož vlastnictví přešel také celý zámecký areál.
Státní statek do oprav zámku neinvestoval, budovy sice chátraly, ale po dobu jeho působení si zachovaly funkčnost. Po roce 1989 požádalo o restituci zámku několik osob z různých větví rodiny bývalého vlastníka – Roman Daner neměl vlastní děti, ale 6 sourozenců. Rozhodnutím městského soudu v Praze dostala v roce 2001 zámek jeho neteř Václava Kocíková, a ihned začala s přípravami oprav, pro které jí magistrát přidělil grant ve výši 2,272 milionu korun na opravu střechy, avšak týden před plánovaným zahájením opravy ústavní soud rozsudek městského soudu zrušil. Zámek pak dalším rozhodnutím soudu získala praneteř Romana Danera Andrea Isholová, která zámek ani pozemky neudržuje a nemá ani zájem je prodat. Zámek je zpustlý a zchátralý, místy má i propadlé střechy, je obydlený bezdomovci. Některé její pozemky udržuje městská část na své náklady s tím, že je chtěla od majitelky později vymáhat.

### Další stavby
- Petrovický pivovar

## Veřejná správa

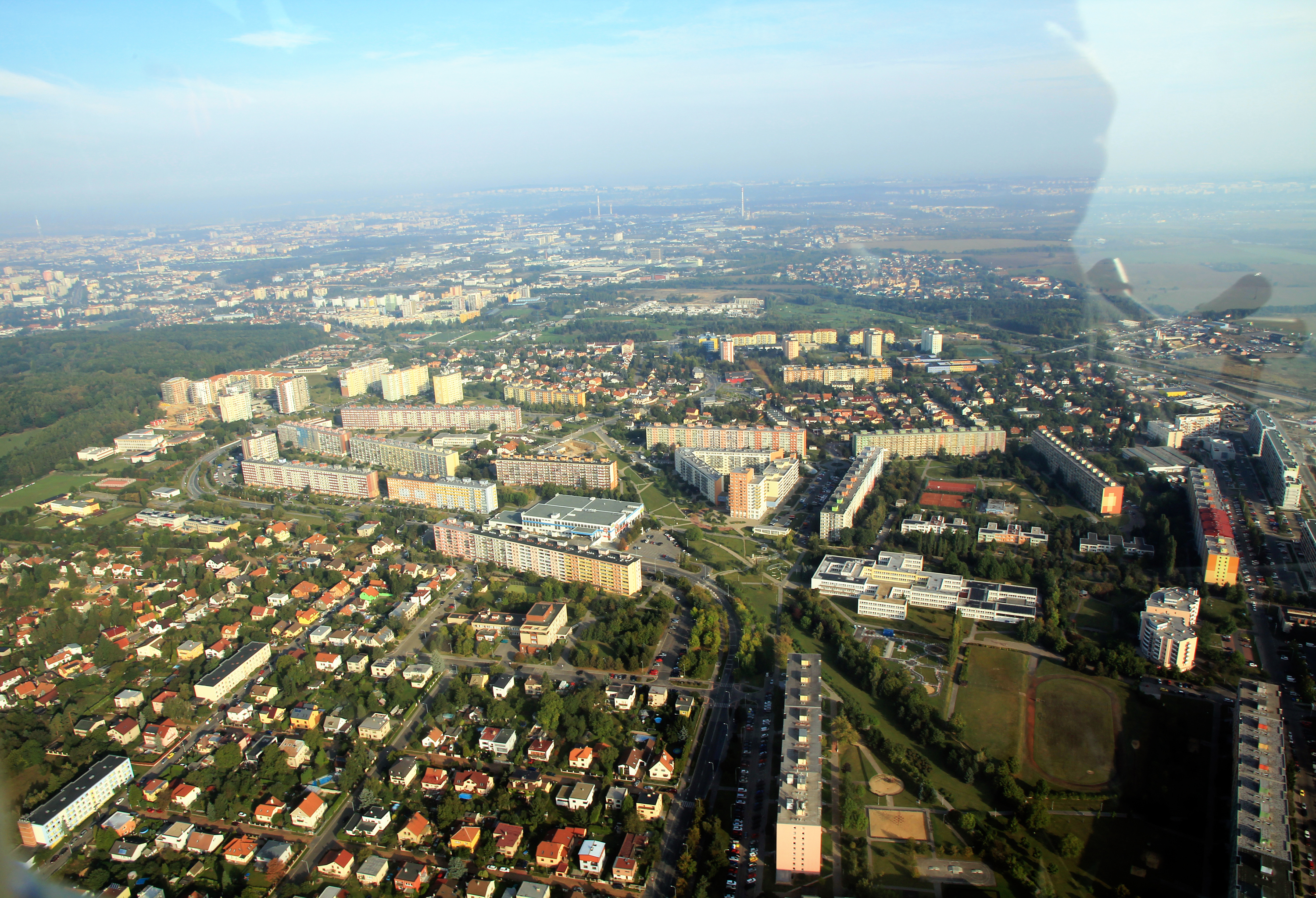
Petrovice z vrtulnku

V roce 1848 zanikla vrchnostenská správa a v českých zemích začal být budován systém místní samosprávy. Petrovice tehdy utvořily s Horními Měcholupy jednu politickou obec, která byla začleněna do říčanského okresu.
V roce 1920 se Petrovice v rámci říčanského okresu staly samostatnou obcí.
Dne 1. ledna 1958[zdroj?] (nebo 1. července 1960?) se Petrovice jako samostatná obec staly součástí okresu Praha-východ.
K hlavnímu městu Praze byly Petrovice připojeny 1. ledna 1968 a připadly do obvodu Praha 10, do něhož patří dosud. Dosavadní místní národní výbor zůstal zachován, změnil svůj název na Místní národní výbor v Praze-Petrovicích a byl podřízen Obvodnímu národnímu výboru v Praze 10.
Roku 1990 byla na území Petrovic zřízena městská část Praha-Petrovice, jedna z 56, později 57 pražských městských částí s vlastním zastupitelstvem. Místní národní výbor se přejmenoval na místní úřad a místní zastupitelstvo, později, v roce 2001 na úřad městské části a zastupitelstvo městské části.
Rozšířená působnost státní správy přecházela postupně z obvodního úřadu Praha 10 na místní úřad Horních Měcholup, ten byl od 1. ledna 1995 přejmenovaný na Úřad městské části Praha 15 a městská část Praha-Petrovice se stala součástí jeho rozšířeného správního obvodu.
Jako radnice v Petrovicích sloužily postupně dva domy v Edisonově ulici. V době první republiky to byl dům čp. 51, později se místní národní výbor přestěhoval o pár metrů dále do budovy čp. 27 naproti základní škole. Když byl tento dům navrácen původnímu majiteli, přesídlilo vedení radnice a místní úřad nazpět do čp. 51. Nevelké prostory však přestaly postupně vyhovovat potřebám místní samosprávy, proto byl pro petrovickou radnici upraven obecní panelový dům v Morseově ulici čp. 251.
Předsedové MNV:
- Miloslav Dolenský – 1964–1971
- Jindřich Vobecký – 1971–1990

Funkci starosty městské části pak vykonávali:
- Josef Kňourek (nezávislý) – 1991–1998
- Miloslava Lippertová (nezávislá, později SNK) – 1998–2002
- Otto Semecký (ČSNS, později nezávislý) – 2002–2006
- Olga Hromasová (ODS) – od roku 2006

## Území a život Petrovic

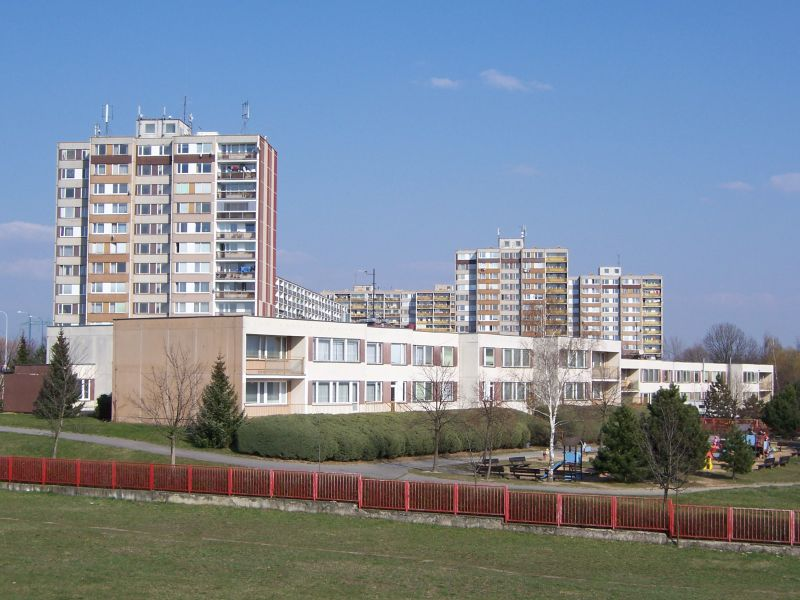
Nejnovější sídliště Petrovic, sídliště Dobrá Voda dokončené v roce 1992

### Obytné celky
V letech 1991–1998 byla v rámci velké stavební akce s názvem Technická dovybavenost obce přeměněna stará část Petrovic v klidnou obytnou zónu s moderním technickým zázemím. Barokní zámek u kostela je v soukromých rukou a nadále chátrá.
Zejména na západním okraji Petrovic v sousedství rekreační oblasti hostivařské přehrady probíhá výstavba nových vilek.
Panelové sídliště Petrovice vzniklo na přelomu 80. a 90. let 20. století a tvoří jednotný komplex se sídlištěm Horní Měcholupy. V době výstavby se o něm psalo jako o sídlišti Horní Měcholupy-Petrovice. Petrovická část tvoří výrazně menší část tohoto komplexu, jižně od Veronského náměstí.

### Příroda a turistika

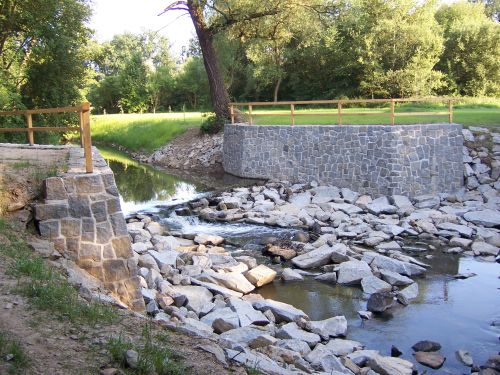
Jez na potoku Botič zrekonstruovaný v roce 2006

Do Petrovic patří část toku Botiče do níž zasahuje i vzdutí hostivařské přehradní nádrže a Milíčovský potok se dvěma retenčními nádržemi. Jihovýchodně od Euklidovy ulice je přírodní park Botič-Milíčov, severně přírodní park Hostivař-Záběhlice.
Údolím Botiče prochází přes Petrovice červená turistická značka č. 0013 a cyklistická trasa č. 11 (v novém číslování A23), která zatím v Petrovicích končí[kdy?].
Na západ od Botiče v okolí ulice Newtonovy je zahrádkářská osada i několik obytných domů.

### Ekonomika
Na území Petrovic sídlí výrobní družstvo SMĚR.

### Školská zařízení

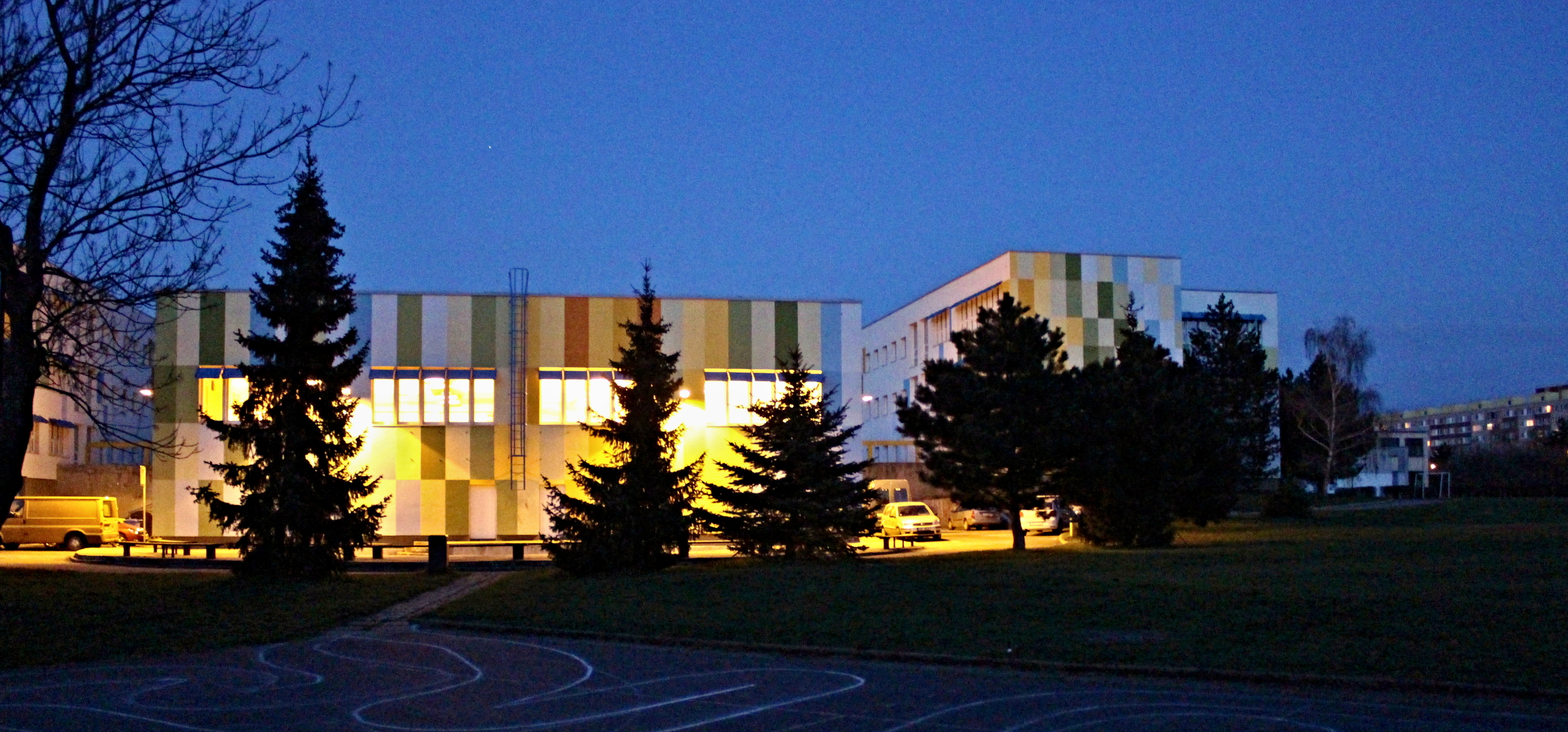
Budova ZŠ Dopplerova 351, Praha-Petrovice

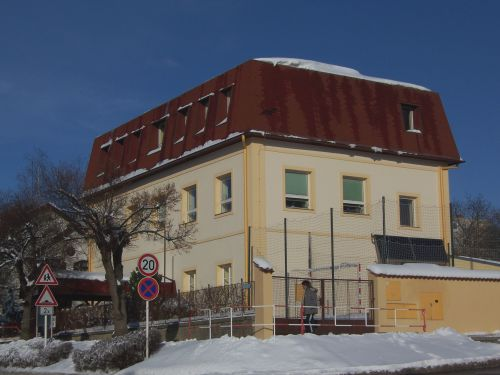
Budova Edisonova 40 ZŠ Praha-Petrovice

- ZŠ Praha-Petrovice je devítiletá základní škola s rozšířenou výukou matematiky a přírodovědných předmětů, která sídlí jednak v moderní budově (1989) obklopené sportovním areálem s několika hřišti a skateboardovou dráhou, a jednak v historické budově školy z roku 1883, která byla v polovině 90. let 20. století zrekonstruována a zvýšena nástavbou o jedno patro.
- MŠ Jakobiho je mateřská škola se zaměřením na hudební a estetickou výchovu, je umístěna v sídlištní zástavbě, v zahradě se zajímavým dětským hřištěm.
- Detašované pracoviště ZUŠ Praha 10-Hostivař se věnuje dalšímu vzdělávání a mimoškolním aktivitám dětí a mládeže.
- Soukromé gymnázium ALTIS s.r.o. – Dopplerova 351
- Dino Schools of Prague – Bellova 352

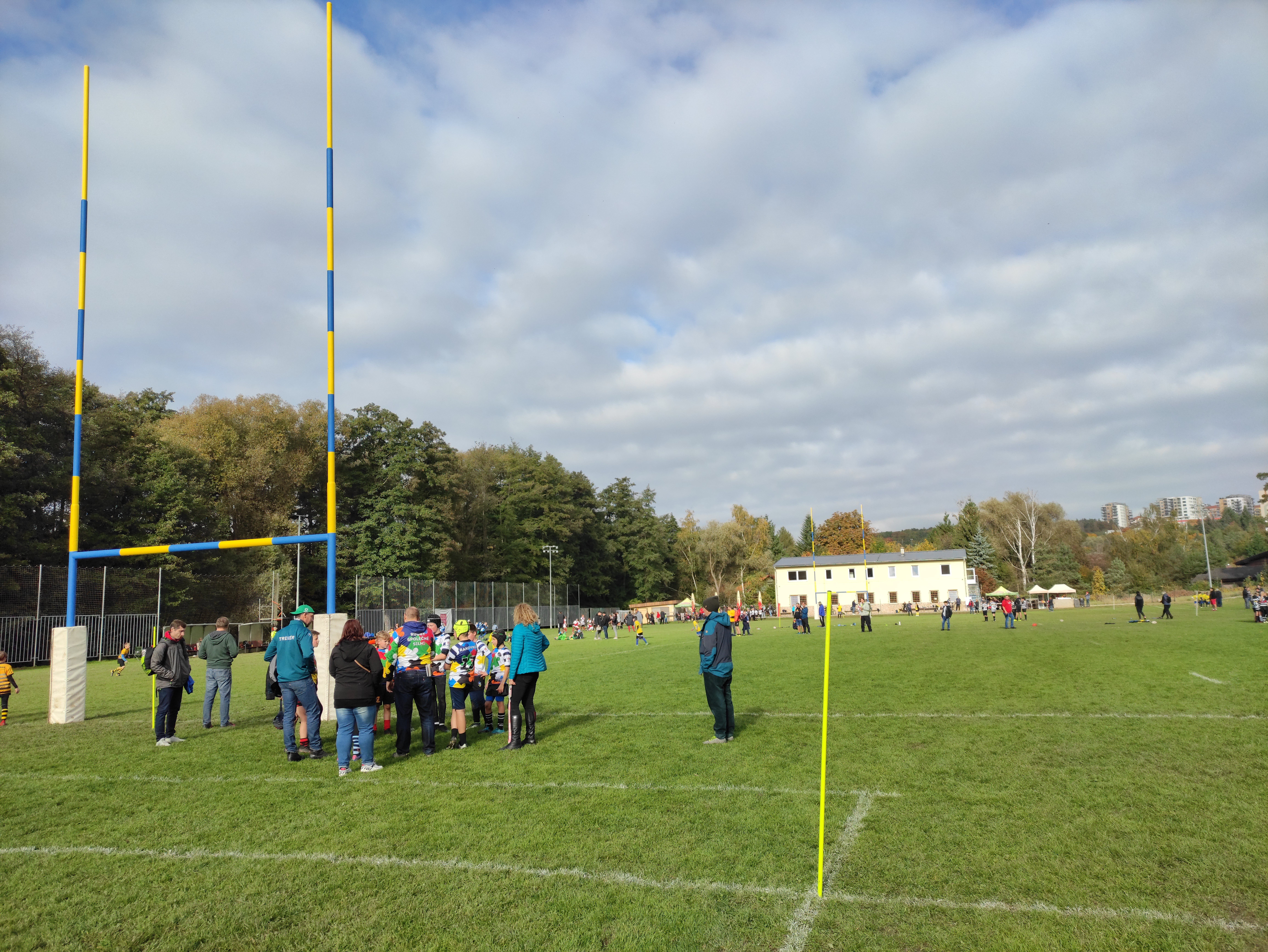
Ragbyový stadion v Petrovicích

### Sport
Sportovní vyžití nabízí TJ Sokol, Rugby klub Petrovice (Motorlet Praha, hřiště u Botiče), a sportovní kluby věnující se dětem a mládeži (například florbalisté, judisté atd).

### Zdravotnictví
V petrovické poliklinice i dalších ordinacích pracuje řada praktických a odborných lékařů a rehabilitačních pracovníků. V budově polikliniky se nachází lékárna a oční optika.

### Římskokatolická farnost
Středověká farnost u kostela sv. Jakuba existovala už ve 14. století, zmiňují se o tom prameny z doby císaře Karla IV. Není už však známo, zda k ní náležely také jiné vsi, než pouze Petrovice. Faktem je, že ve 14. století byly farními všechny tehdy v okolí existující kostely (Narození Panny Marie v Záběhlicích, Stětí sv. Jana Křtitele v Hostivaři, Všech svatých v Uhříněvsi, sv. Petra v Dubečku, sv. Markéty v Královicích, sv. Ondřeje v Kolovratech, sv. Prokopa v Čestlicích, Narození Panny Marie v Průhonicích). Petrovická farnost příliš velká nejspíše nebyla.
Tak jako všude v okolních kostelech začalo se i u sv. Jakuba sloužit v husitských dobách podobojí. Roku 1624 však musel kališnický farář na příkaz císaře Ferdinanda II. zdejší farnost opustit a obec připadla pod duchovní správu čestlické fary. To však situaci příliš nevyřešilo. V pobělohorské době byl katolických duchovních nedostatek, a tak ani Čestlice neměly vlastního faráře. Dlouhá léta sem přicházeli sloužit nedělní a sváteční bohoslužby jezuité z koleje na Starém Městě pražském. Teprve roku 1678 zde znovu ustavili faráře a přiřkli farnosti pole a desátky na jeho živobytí. Sv. Jakub se stal filiálním kostelem farního kostela sv. Prokopa v Čestlicích, odkud přicházeli duchovní po několik století konat mše i do Petrovic.
Římskokatolická farnost Praha-Petrovice u sv. Jakuba Staršího byla obnovena 14. ledna 1996 při slavnostní mši, již sloužil kardinál a pražský arcibiskup Miloslav Vlk. Prvofarářem se stal polský duchovní P. Romuald Brudnowski. Dnes je duchovním správcem petrovické farnosti administrátor RNDr. Mgr. Miloš František Převrátil.

### Doprava
Petrovice jsou dobře dostupné autobusy městské hromadné dopravy ve dne i v noci. Spádovými stanicemi metra, k nimž autobusy svážejí obyvatele, jsou Háje na lince C a Skalka na lince A. Většina autobusových linek směřuje přes sídliště Horní Měcholupy do Hostivaře (125 k lince metra A, v noci 911) nebo Dolních Měcholup (240), opačným směrem na sídliště Jižní Město k lince metra C (125, 175, 183). Spojení s Uhříněvsí, Kolovraty a Lipany zajišťují linky 226 a 227, ke speciální škole v Uhříněvsi školní linka 270 (dříve 570). Staronovou linkou 154 se dostanete přímo na Chodov nebo Strašnice. Tradiční přímé spojení Petrovic s Křeslicemi a Pitkovicemi linkou 111 (v dávnější minulosti pod číslem linky 220) bylo od 1. prosince 2005 zrušeno. Noční dopravu zajišťuje linka 911 v intervalu 30 minut. Od 14. prosince 2008 je přes zastávku Sídliště Petrovice veden také svazek příměstských linek směrem od Říčan a Uhříněvsi.
Silniční doprava mezi Jižním Městem a Uhříněvsí a Horními Měcholupy je vedena kolem Petrovic kapacitním obchvatem (na jihu ulice Novopetrovická sídliště rozděluje, na východě navazuje Hornoměcholupská). Před postavením sídliště a nových komunikací byla hlavní dopravní tepnou Petrovic Edisonova ulice, procházející serpentinou celé staré Petrovice.
Nejbližší železniční zastávka je Praha-Horní Měcholupy, dobře dostupné je také nádraží v Uhříněvsi a Hostivaři na téže hlavní trati.

## Sousedící městské části a čtvrtě
Území městské části Praha-Petrovice hraničí
- na severu s katastrálními územími Hostivař a Horní Měcholupy (městská část a správní obvod Praha 15, obvod Praha 10)
- na východě s katastrálním územím Uhříněves (městská část a správní obvod Praha 22, obvod Praha 10)
- na jihu s katastrálním územím Křeslice (městská část Praha-Křeslice, správní obvod Praha 11, obvod Praha 10)
- na jihozápadě krátkou hranicí s katastrálním územím Újezd u Průhonic (městská část Praha-Újezd, správní obvod Praha 11, obvod Praha 4)
- na západě s katastrálním územím Háje (městská část a správní obvod Praha 11, obvod Praha 4)